# 1996 VM3
1996 VM3 är en asteroid i huvudbältet som upptäcktes den 16 oktober 1996 av den japanska astronomen Takao Kobayashi vid Ōizumi-observatoriet.
Den tillhör asteroidgruppen Koronis.